# Merašice
Merašice (deutsch Meraschitz, ungarisch Merőce – bis 1900 Merasic) ist eine Gemeinde im Westen der Slowakei mit 447 Einwohnern (Stand 31. Dezember 2024), die zum Okres Hlohovec, einem Teil des Trnavský kraj, gehört.

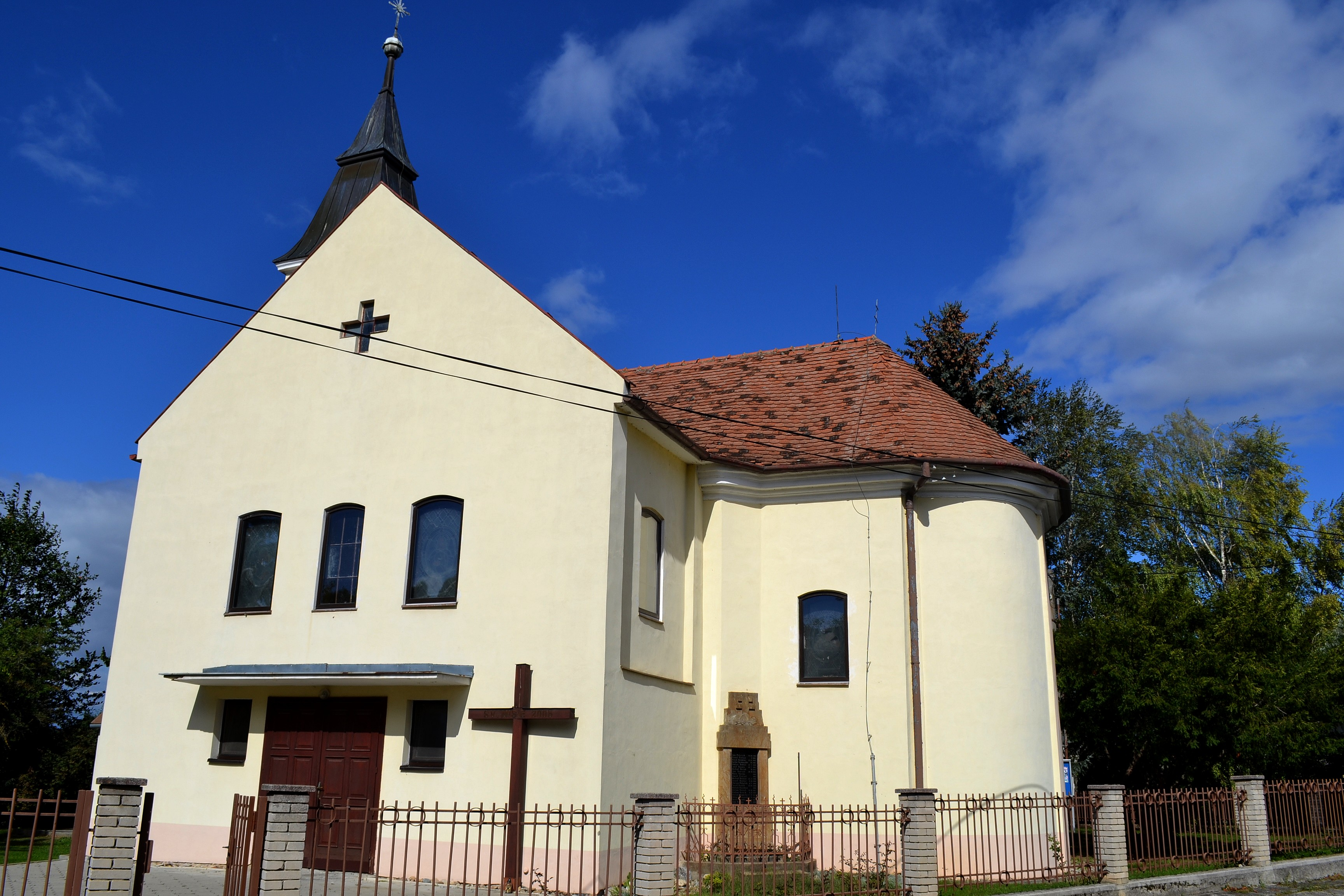
Kirche

## Geographie
Die Gemeinde befindet sich im Westteil des Hügellands Nitrianska pahorkatina (Teil des Donauhügellands), am Zusammenfluss der Bäche Stoličný potok und Tekoldiansky potok. Das Ortszentrum liegt auf einer Höhe von 189 m n.m. und ist 14 Kilometer von Hlohovec entfernt.
Nachbargemeinden sind Malé Ripňany im Norden und Nordosten, Biskupová im Osten, Kapince im Südosten, Dolné Trhovište im Süden, Dolné Otrokovce im Westen sowie Tekolďany und Veľké Ripňany im Nordwesten.

## Geschichte
Merašice wurde zum ersten Mal 1390 als Mereche schriftlich erwähnt. Der ursprünglich einige Ort teilte sich im 18. Jahrhundert in zwei Teilorte, Dolné Merašice (deutsch Untermeraschitz, ungarisch Alsómerasic) und Horné Merašice (deutsch Obermeraschitz, ungarisch Felsőmerasic), die 1892 wieder zusammengeschlossen sind. Haupteinnahmequellen waren Landwirtschaft sowie Weinbau (heute nicht mehr betrieben).
Bis 1918 gehörte der im Komitat Neutra liegende Ort zum Königreich Ungarn und kam danach zur Tschechoslowakei beziehungsweise heute Slowakei.
Von 1905 bis 1965 war Kapince Teil der Gemeinde, seither ist es ein selbständiger Ort.

## Bevölkerung
| Jahr                | 1994 | 2004    | 2014     | 2024    |
| ------------------- | ---- | ------- | -------- | ------- |
| Anzahl der Personen | 362  | 387     | 445      | 447     |
| Unterschied         |      | +6,90 % | +14,98 % | +0,44 % |

| Jahr                | 2023 | 2024    |
| ------------------- | ---- | ------- |
| Anzahl der Personen | 438  | 447     |
| Unterschied         |      | +2,05 % |

Nach der Volkszählung 2011 wohnten in Merašice 424 Einwohner, davon 414 Slowaken sowie jeweils ein Magyare, Pole und Tscheche. Sieben Einwohner machten keine Angabe zur Ethnie. 373 Einwohner bekannten sich zur römisch-katholischen Kirche, zehn Einwohner zur Evangelischen Kirche A. B. und ein Einwohner zur griechisch-katholischen Kirche. 14 Einwohner waren konfessionslos und bei 26 Einwohnern wurde die Konfession nicht ermittelt.

## Bauwerke
- römisch-katholische Kirche aus dem 18. Jahrhundert